# Edwaert Collier

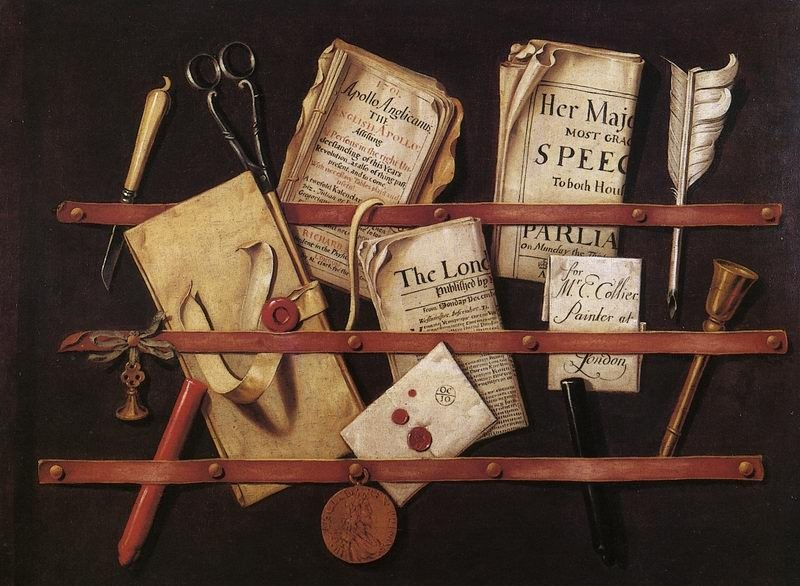
Trompe l'oeil, ca. 1699, Victoria and Albert Museum, Londen

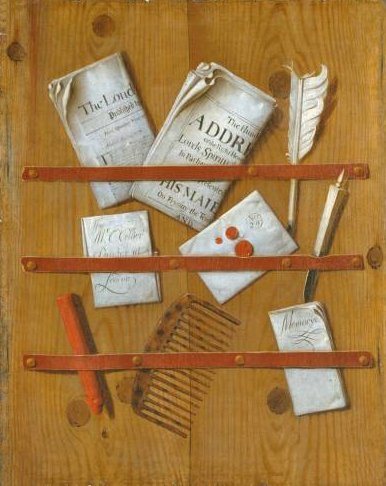
Kranten, brieven en schrijfgerei op een houten bord, ca. 1699, Tate Gallery, Londen

Edwaert Collier (Breda, ca. 1640 - Londen, enkele dagen voor 8 september 1708) was een Nederlandse kunstschilder die bekend werd om zijn vanitas-stillevens en trompe-l'oeils. Zijn voornaam kan ook gespeld worden als "Edward", "Eduwaert", "Edwart" of "Evert" en zijn achternaam als "Colyer" of "Kollier". Voorkeurspelling is: "Edwaert Collier".

## Leven en werk
Edwaert Collier leerde het vak waarschijnlijk in Haarlem, vanwege de invloeden die zijn eerste schilderijen lijken te hebben van Pieter Claesz en Vincent Laurensz van der Vinne. Rond 1667 was hij werkzaam in Leiden, waar hij lid werd van het Sint-Lucasgilde in 1673. Hij ging vervolgens naar Amsterdam rond 1686 en naar Londen in 1693. Hij is begraven op 8 september 1708 op het kerkhof van St. James's Piccadilly (en).

## Schilderstijl
De werken van Edwaert Collier behoren tot de Barok.

## Musea
Werk van Collier is o.a. te vinden in de collecties van het Rijksmuseum in Amsterdam, het Mauritshuis in Den Haag, het Museum De Lakenhal in Leiden, het Denver Art Museum, het Honolulu Museum of Art, de National Portrait Gallery in Londen, en de Tate Gallery in Londen.
- Auckland Art Gallery Toi o Tāmaki: 1806
- Art Gallery of South Australia: 2609
- Biografisch Portaal: 11249367
- Gemeinsame Normdatei: 121671437
- International Standard Name Identifier: 0000 0003 8965 3907
- Library of Congress Control Number: n2011073213
- MusicBrainz: 50114ffa-8e78-42d2-8ea4-0e27bd02e06a
- Nationale Bibliotheek van Israël: 987007444391005171
- RKD-Nederlands Instituut voor Kunstgeschiedenis: 17728
- Système universitaire de documentation: 168630702
- Union List of Artist Names: 500008569
- Virtual International Authority File: 44145602491301361760
- WorldCat: E39PBJvd3FmgrgwjpGcRFh89jC